# سان إيلاريو ساكالم
بلدية سان إيلاريو ساكالم (بالإسبانية: San Hilario Sacalm) هي بلدية تقع في مقاطعة جرندة التابعة لمنطقة كتالونيا شمال شرق إسبانيا.

## الديموغرافيا
بلغ عدد سكان بلدية سان إيلاريو ساكالم 5.724 نسمة عام 2011 (وفقاً للمعهد الوطني الإسباني للإحصاء).
| 5.064 | 4.932 | 5.220 | 5.474 | 5.520 | 5.763 | 5.724 |